# Université du Pendjab (Lahore)
Pour les articles homonymes, voir Université du Pendjab.
L'université du Pendjab (en anglais : University of the Punjab, en ourdou : جامعہ پنجاب) est un établissement d'enseignement supérieur situé à Lahore, au Pakistan dans la province du Pendjab.
C'est la plus ancienne et la plus grande université du Pakistan, avec environ 30 000 étudiants. Elle dispose de cinq campus dans quatre villes différentes, à Lahore, Gujranwala, Khanspur (district d'Abbottabad) et Jhelum. L'université compte 13 facultés et 63 départements.

## Histoire

### Période coloniale
La fondation d'une université du Pendjab s'inscrivait dans la campagne d'anglicisation du sous-continent indien initiée par la directive Wood (Wood's despatch) de 1854. Le premier établissement d'enseignement supérieur en anglais, Government College, ouvrit ses portes à Lahore au mois de janvier 1864, et son premier recteur, Gottlieb Wilhelm Leitner, fut nommé par le gouverneur du Pendjab, Donald Friell McLeod. Le 12 mars 1868, les autorités britanniques firent approuver par un public rassemblé à Lahore la création d'une université du Pendjab. Cette nouvelle école commença ses cours le 8 décembre 1869, mais ne reçut ses statuts de l'Empire britannique que le 14 octobre 1882,. Depuis 1869, l'université comportait deux facultés : l'une de droit (Punjab University Law College), l'autre de langues (Oriental College). L'établissement bénéficia de l'enseignement de professeurs venus de tout le Commonwealth, tel le futur prix Nobel Arthur Compton,.

### Depuis l'Indépendance
La Partition des Indes (1947) affectait au premier chef le Pendjab, et l'avenir de l'université fut l'une des questions importantes débattues par la Commission de Partition. Les représentants du Pendjab oriental exigèrent la division de l'université mais, bien que le conseil de l'université votât favorablement cette motion, la Commission ne put dégager de majorité. Le gouvernement du Pendjab oriental se trouva donc contraint de créer sa propre Université du Panjab à Chandigarh. Au Pakistan, l'historique Government College, de même que l'École de Médecine, se sont séparés de l'université de Lahore en 2002, pour former des établissements autonomes.

## Les facultés
Treize facultés dépendent de l'université :
- Faculté des arts et lettres
- Faculté des sciences du comportement et des sciences sociales
- Faculté de commerce
- Faculté d'économie et de management
- Faculté d'éducation
- Faculté d'ingénierie et de technologie
- Faculté des études islamiques
- Faculté de droit
- Faculté de biologie
- Faculté de médecine et dentisterie, avec notamment le Services Institute of Medical Sciences
- Faculté d'étude orientaliste
- Faculté de pharmacie
- Faculté des sciences

## Personnalités liées à l'université
- Azra Quraishi (1945-2002), botaniste.
- Nigar Nazar (1953-), caricaturiste pakistanaise.
- Zubair Ali Zai (1957-2013), théologien.
- Nighat Dad (1981-), avocate et militante féministe.